# 보스턴 대학교 중앙역
보스턴 대학교 중앙역은 보스턴 지하철 그린 라인에 있는 미국의 철도역이다.

## 역 주변
- 보스턴 대학교